# Lista över flipperspelstermer
Detta är en lista över flipperspelstermer.

## B
Backbox
Det vertikala "huvudet" i flipperspelet. Oftast sitter displayen framtill på backboxens underdel, där man kan se sina poäng och annan relevant information.
Backglass
Glaset vid backboxens framsida. Eftersom backglasset är så framträdande för spelets utseende, är dess utseende ofta välarbetat.

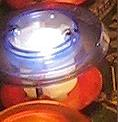
Bumper
En bumper är en cirkulär, oftast cylindriskt formad, del som finns på många flipperspel. När kulan träffar en bumper stöter bumpern bort kulan i hög fart. Bumpers placeras oftast i grupper om tre och varje träff på en bumper ger i nästan alla spel poäng. Alternativa namn på bumpers är "jet bumpers", "pop bumpers", "thumper bumpers" och "turbo bumpers".

## C
Captive ball
En "instängd" kula i en liten del av spelfältet. Kulan lämnar aldrig sin plats, och den fria kulan kan aldrig komma in i dess plats. Den fria kulan kan dock träffa den stängda kulan, så den i sin tur kan träffa ett mål i sitt område. Exempel på spel som har en captive ball är The Simpsons Pinball Party och Theatre of Magic.

## D
Drop target
Drop target är mål som vanligtvis sänks sedan man träffat, och det finns vanligtvis några stycken i rad, och sedan man träffat alla är det vanligt att man kan nå något speciellt innehåll i flipperspelet.

## F

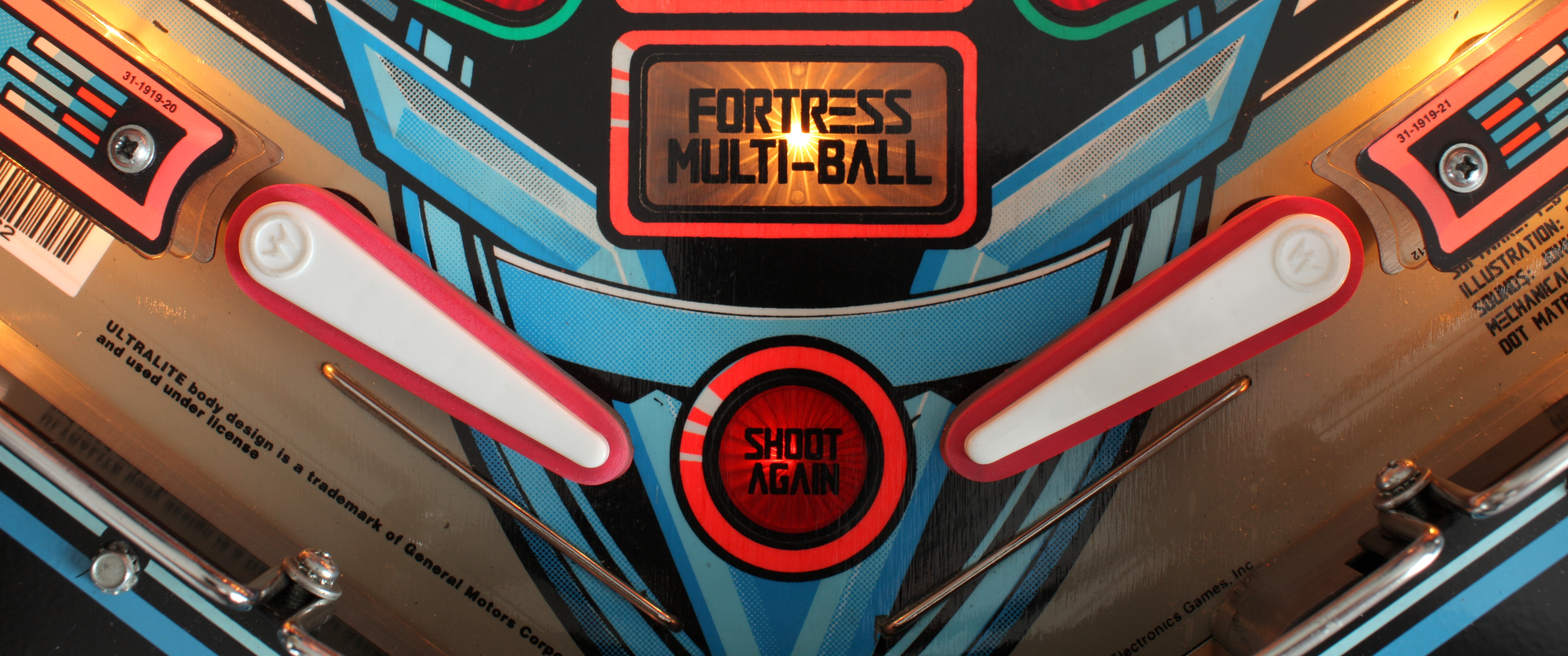
Flipprar

Flipper
Flipparna är de man använder primärt för att kontrollera kulan.

## K
Kickback
Ligger vanligtvis i rännan längst till vänster, och kan, när den är aktiverad, rädda kulan från att gå förlorad genom att kicka tillbaka den till spelfältet.

## M
Mode
När man får ett speciellt uppdrag i spelet, när reglerna i spelet ändras och man får möjlighet att göra specialskott som inte varit tillgängliga innan. Modes är vanligtvis tidsbestämda. På en del spel om man klarar av uppdragen, så kan man nå Wizard Mode.

## P
Plunger
Plunger kallas det man skjuter in kulan i spelet med. Plungern är oftast mekanisk, men i vissa moderna spel finns det så kallade "autoplungers", som fungerar elektroniskt, genom att man exempelvis skjuter ut kulan genom att trycka på en knapp.

## R

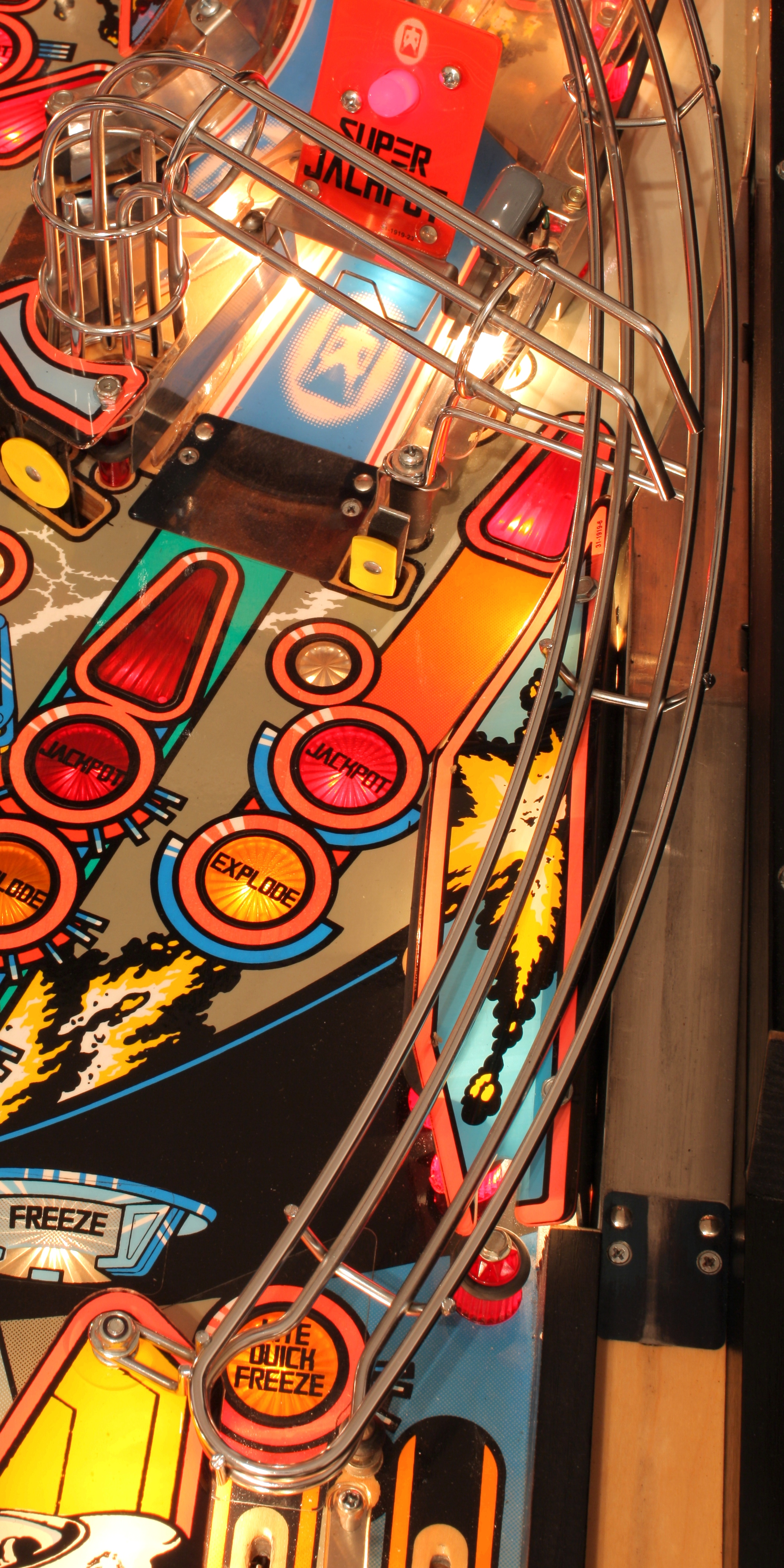
Ramp
En sektion i spelfältet med höjd lutning.
Rollunder Spinner
En metallplatta som snurrar runt efter man träffat den.

## S
Scoop
Scoop är en typ av metallbit, som tar tag i kulan och sänder den till ett specifikt mål.
Solid State
Solid State (SS) är den typen av flipperspel som är beroende av elektronik som exempelvis integrerade kretsar, transistorer, och så vidare. Dessa spel är från ungefär 1977 och vidare. Om flipperspelets resultatvisning är digital, är flipperspelet förmodligen av typen Solid State.

## U
Up-Post
Ligger mellan flipprarna längst ned, och är där för möjligheten att få kulan räddad när den åker ned.

## W
Whirlwind Spinner
En cirkelrund, motoriserad vändskiva i spelfältet. Spinner hastigt under spelets gång, antingen konstant eller tillfälligt. När kulan träffar spinnern så sänder den oftast iväg kulan i oanade riktningar.
Wizard
En spelare som är extremt duktig.
Wizard Mode
Wizard är som mode, men mycket svårare. En nivå som för förmodligen endast en Wizard kan nå.